# Shiokaze Park
Der Shiokaze Park (japanisch 潮風公園, Shiokaze kōen) ist ein Park im Bezirk Shinagawa der japanischen Hauptstadt Tokio.
Der Park ist der größte auf der Insel Odaiba und liegt direkt am nördlichen Teil der Bucht von Tokio gegenüber der Rainbow Bridge. Der Park verfügt über circa 13.000 Bäume und unzählige Pflanzen. Zudem gibt es im Park einen Grillplatz sowie einen Kiosk.
Der Park wird durch die Bayshore Route in zwei Teile geteilt. Der nördliche Teil verfügt über viele Bäume und eine große Wiese. Vom Eingang auf der Ostseite führt eine Promenade zum Ufer an der Westseite. Am Ende der Uferpromenade befindet sich eine große Sonnenuhr. Der südliche Teil gibt es ebenfalls eine Promenade von der Straßenseite zur Bucht hin, entlang dieser gibt es einige Washingtonpalmen und japanische Zierkirschenbäume. Im Südosten des Parks befindet sich das Museum für Meereskunde.
Im Rahmen der Olympischen Sommerspiele 2020 fanden im Park die Turniere im Beachvolleyball statt.